# Cupareo
Cupareo es una localidad del estado mexicano de Guanajuato. Es parte del municipio de Salvatierra.

## Toponimia
El nombre «Cupareo» proviene del purépecha, su significado es «cruce de caminos».

## Demografía
| Gráfica de evolución demográfica |
|                                  |

| Censo | Población |
| ----- | --------- |
| 1900  | 346       |
| 1910  | 782       |
| 1921  | 906       |
| 1930  | 970       |
| 1940  | 1 227     |
| 1950  | 1 543     |
| 1960  | 2 298     |
| 1970  | 3 094     |
| 1980  | 3 622     |
| 1990  | 2 703     |
| 2000  | 2 335     |
| 2010  | 2 061     |
| 2020  | 1 868     |